# Flores Magón (Chihuahua)
Flores Magón es una localidad del estado mexicano de Chihuahua. Es parte del municipio de Buenaventura.

## Toponimia
El nombre de la localidad rinde homenaje a Ricardo Flores Magón, periodista y pensador liberal mexicano de inicios del siglo XX.

## Demografía
| Gráfica de evolución demográfica |
|                                  |

| Censo | Población |
| ----- | --------- |
| 1900  | 838       |
| 1910  | —         |
| 1921  | 465       |
| 1930  | 767       |
| 1940  | 1 388     |
| 1950  | 2 596     |
| 1960  | 2 596     |
| 1970  | 2 505     |
| 1980  | 1 672     |
| 1990  | 2 254     |
| 2000  | 2 309     |
| 2010  | 2 510     |
| 2020  | 2 626     |